# Origin Systems
Origin Systems, Inc. (também conhecia no Brasil como OSI) foi uma desenvolvedora de jogos eletrônicos com sede em Austin, Texas. Foi fundada em 3 de março de 1983, por Richard Garriott e seu irmão Robert. A Origin é mais conhecida por seu trabalho inovador em vários gêneros de videogames, como as séries Ultima, Ultima Online e Wing Commander. A empresa foi comprada pela Electronic Arts em 1992.

## História
Os irmãos Richard e Robert Garriott, seu pai engenheiro-astronauta Owen Garriot e o programador Chuck Bueche fundaram a Origin Systems em 1983 devido à dificuldade que tiveram em captar recursos para novas produções, uma vez que Richard já havia lançado diversos jogos em empresas diferentes. A Origin foi inicialmente baseada na garagem dos Garriotts em Houston, Texas. O primeiro jogo da empresa foi Ultima III: Exodus; por causa da reputação estabelecida de Ultima, a Origin sobreviveu ao crash dos videogames de 1983. Ela publicou muitos jogos além da série Ultima e Richard mesmo sendo criador de muitos deles, sempre recebeu a mesma taxa de royalties que outros desenvolvedores.
Em 1988, a Origin contava com 15 desenvolvedores em Austin, Texas e outros 35 funcionários em New Hampshire. No ano seguinte, chegaram a marca de 50 funcionários entre seus escritórios em New Hampshire e Texas. Em 1992, a Origin Systems já havia vendido mais de 1,5 milhão de unidades de software em todo o mundo.
Em setembro de 1992, a Electronic Arts adquiriu a empresa por US$ 35 milhões em ações, apesar de uma disputa entre as duas empresas sobre o jogo Deathlord de 1987 da EA. A Origin, com cerca de US$ 13 milhões em receita anual, afirmou que considerou um IPO antes de concordar com o acordo.
Em 1996, a Origin havia se expandido para mais de 300 funcionários, a maioria dos quais divididos entre equipes de desenvolvimento pequenas e em grande parte autônomas. Em 1997, a Origin lançou um dos primeiros MMORPGs, o Ultima Online. Após este título, a Electronic Arts decidiu que a Origin se tornaria uma empresa somente online após a conclusão do Ultima IX em 1999. No entanto, dentro de um ano, em parte devido à má recepção do Ultima IX, a EA cancelou todos os novos projetos de desenvolvimento, incluindo Ultima Online 2, Privateer Online e Harry Potter Online. Richard Garriott deixou a Origin logo depois e fundou a Destination Games em 2000.
Nos anos posteriores, a Origin existia principalmente para apoiar e expandir o Ultima Online e desenvolver outros jogos online baseados na franquia Ultima, como Ultima X: Odyssey, originalmente programado para 2004, mas posteriormente cancelado. Em fevereiro de 2004, o estúdio foi dissolvido pela Electronic Arts. A série de jogos de simulação Longbow foi desenvolvida na Origin e publicada sob a marca "Jane's Combat Simulations" da Electronic Arts. Um projeto de continuação, Jane's A-10, estava em desenvolvimento quando o projeto foi cancelado no final de 1998 migrando a equipe para outros projetos.

## Lista de jogos
| Ano  | Título                                                               | Plataforma        |
| ---- | -------------------------------------------------------------------- | ----------------- |
| 1983 | Caverns of Callisto                                                  | Apple II          |
| 1983 | Caverns of Callisto                                                  | Atari 8-bit       |
| 1983 | Ultima III: Exodus                                                   | Apple II          |
| 1983 | Ultima III: Exodus                                                   | Atari 8-bit       |
| 1983 | Ultima III: Exodus                                                   | Commodore 64      |
| 1985 | Ultima III: Exodus                                                   | DOS               |
| 1985 | Ultima III: Exodus                                                   | Macintosh         |
| 1985 | Moebius: The Orb of Celestial Harmony                                | Apple II          |
| 1985 | Ultima IV: Quest of the Avatar                                       | Apple II          |
| 1985 | Ultima IV: Quest of the Avatar                                       | Commodore 64      |
| 1986 | AutoDuel                                                             | Apple II          |
| 1986 | Ultima III: Exodus                                                   | Amiga             |
| 1986 | Ultima III: Exodus                                                   | Atari ST          |
| 1986 | Moebius: The Orb of Celestial Harmony                                | Commodore 64      |
| 1986 | Ogre                                                                 | Apple II          |
| 1986 | Ogre                                                                 | Commodore 64      |
| 1986 | Ring Quest                                                           | Apple II          |
| 1986 | Ultima I: The First Age of Darkness                                  | Apple II          |
| 1986 | Ultima I: The First Age of Darkness                                  | Commodore 64      |
| 1986 | Ultima I: The First Age of Darkness                                  | DOS               |
| 1987 | Ultima IV: Quest of the Avatar                                       | Atari ST          |
| 1987 | Ultima IV: Quest of the Avatar                                       | DOS               |
| 1988 | 2400 A.D.                                                            | Apple II          |
| 1988 | 2400 A.D.                                                            | DOS               |
| 1988 | Times of Lore                                                        | Apple II          |
| 1988 | Times of Lore                                                        | Commodore 64      |
| 1988 | Ultima IV: Quest of the Avatar                                       | Amiga             |
| 1988 | Ultima V: Warriors of Destiny                                        | Apple II          |
| 1989 | Knights of Legend                                                    | Apple II          |
| 1989 | Knights of Legend                                                    | Commodore 64      |
| 1989 | Omega                                                                | Apple II          |
| 1989 | Omega                                                                | Commodore 64      |
| 1989 | Omega                                                                | Macintosh         |
| 1989 | Space Rogue                                                          | Apple II          |
| 1989 | Space Rogue                                                          | Commodore 64      |
| 1989 | Tangled Tales: The Misadventures of a Wizard's Apprentice            | Apple II          |
| 1989 | Tangled Tales: The Misadventures of a Wizard's Apprentice            | Commodore 64      |
| 1989 | Tangled Tales: The Misadventures of a Wizard's Apprentice            | DOS               |
| 1989 | Times of Lore                                                        | DOS               |
| 1989 | Ultima V: Warriors of Destiny                                        | Commodore 64      |
| 1989 | Ultima V: Warriors of Destiny                                        | Commodore 128     |
| 1989 | Ultima V: Warriors of Destiny                                        | DOS               |
| 1989 | Ultima V: Warriors of Destiny                                        | Amiga             |
| 1989 | Windwalker                                                           | Apple II          |
| 1989 | Windwalker                                                           | Commodore 64      |
| 1990 | Bad Blood                                                            | DOS               |
| 1990 | Knights of Legend                                                    | DOS               |
| 1990 | Ultima IV: Quest of the Avatar                                       | Master System     |
| 1990 | Ultima VI: The False Prophet                                         | DOS               |
| 1990 | Ultima VI: The False Prophet                                         | Commodore 64      |
| 1990 | Windwalker                                                           | Apple IIGS        |
| 1990 | Windwalker                                                           | Atari ST          |
| 1990 | Windwalker                                                           | Macintosh         |
| 1990 | Wing Commander                                                       | DOS               |
| 1990 | Wing Commander: The Secret Missions                                  | DOS               |
| 1990 | Worlds of Ultima: The Savage Empire                                  | DOS               |
| 1991 | Bad Blood                                                            | Commodore 64      |
| 1991 | Times of Lore                                                        | NES               |
| 1991 | Ultima: Worlds of Adventure 2: Martian Dreams                        | DOS               |
| 1991 | Wing Commander II: Vengeance of the Kilrathi                         | DOS               |
| 1991 | Wing Commander II: Vengeance of the Kilrathi - Speech Accessory Pack | DOS               |
| 1991 | Wing Commander II: Vengeance of the Kilrathi - Special Operations 1  | DOS               |
| 1991 | Wing Commander: The Secret Missions 2 - Crusade                      | DOS               |
| 1992 | Ultima VII: Forge of Virtue                                          | DOS               |
| 1992 | Ultima VII: The Black Gate                                           | DOS               |
| 1992 | Ultima VI: The False Prophet                                         | Amiga             |
| 1992 | Ultima: Runes of Virtue                                              | Game Boy          |
| 1992 | Ultima Underworld: The Stygian Abyss                                 | DOS               |
| 1992 | Wing Commander                                                       | Amiga             |
| 1992 | Wing Commander II: Vengeance of the Kilrathi - Special Operations 2  | DOS               |
| 1993 | ShadowCaster                                                         | DOS               |
| 1993 | Strike Commander                                                     | DOS               |
| 1993 | Ultima V: Warriors of Destiny                                        | NES               |
| 1993 | Ultima VII Part Two: Serpent Isle                                    | DOS               |
| 1993 | Ultima VII: Part Two - The Silver Seed                               | DOS               |
| 1993 | Ultima Underworld II: Labyrinth of Worlds                            | DOS               |
| 1993 | Wing Commander Academy                                               | DOS               |
| 1993 | Wing Commander: Privateer                                            | DOS               |
| 1993 | Wing Commander: Privateer - Speech Pack                              | DOS               |
| 1994 | Metal Morph                                                          | SNES              |
| 1994 | Pacific Strike                                                       | DOS               |
| 1994 | Pagan: Ultima VIII                                                   | DOS               |
| 1994 | Pagan: Ultima VIII - Speech Pack                                     | DOS               |
| 1994 | Privateer: Righteous Fire                                            | DOS               |
| 1994 | Super Wing Commander                                                 | 3DO               |
| 1994 | System Shock                                                         | DOS               |
| 1994 | Ultima: Runes of Virtue II                                           | DOS               |
| 1994 | Ultima: Runes of Virtue II                                           | SNES              |
| 1994 | Ultima: The Black Gate                                               | SNES              |
| 1994 | Wing Commander: Armada                                               | DOS               |
| 1994 | Wing Commander III: Heart of the Tiger                               | DOS               |
| 1995 | BioForge                                                             | DOS               |
| 1995 | Crusader No Remorse                                                  | DOS               |
| 1995 | CyberMage: Darklight Awakening                                       | DOS               |
| 1995 | System Shock                                                         | Macintosh         |
| 1995 | Wing Commander III: Heart of the Tiger                               | 3DO               |
| 1995 | Wings of Glory                                                       | DOS               |
| 1996 | Abuse                                                                | DOS               |
| 1996 | Crusader: No Regret                                                  | DOS               |
| 1996 | Jane's AH-64D Longbow                                                | DOS               |
| 1996 | Transland                                                            | DOS               |
| 1996 | Wing Commander III: Heart of the Tiger                               | PlayStation       |
| 1996 | Wing Commander IV: The Price of Freedom                              | DOS               |
| 1997 | Jane's Combat Simulations: Longbow 2                                 | Microsoft Windows |
| 1997 | Ultima Online                                                        | Microsoft Windows |
| 1997 | Wing Commander IV: The Price of Freedom                              | PlayStation       |
| 1997 | Wing Commander: Prophecy                                             | Microsoft Windows |
| 1998 | Ultima Online: The Second Age                                        | Microsoft Windows |
| 1998 | Wing Commander: Secret Ops                                           | Microsoft Windows |
| 1999 | Ultima IX: Ascension                                                 | Microsoft Windows |
| 2000 | Ultima Online: Renaissance                                           | Microsoft Windows |
| 2001 | Ultima Online: Third Dawn                                            | Microsoft Windows |
| 2002 | Ultima Online: Lord Blackthorn's Revenge                             | Microsoft Windows |
| 2003 | Ultima Online: Age of Shadows                                        | Microsoft Windows |
| 2004 | Ultima Online: Samurai Empire                                        | Microsoft Windows |